# 阿拉德·皮尔逊博物馆
阿拉德·皮尔逊博物馆（荷蘭語：Allard Pierson Museum）是荷兰阿姆斯特丹大学附属的考古学博物馆。

## 历史
该博物馆位于阿姆斯特丹的Oude Turfmarkt 127。该博物馆收藏有古埃及、古近东、古希腊、伊特鲁里亚、古罗马、塞浦路斯等的文物。该博物馆以阿姆斯特丹大学第一位古典考古学教授阿拉德·皮尔逊（Allard Pierson，1831-1896）的名字命名。

## 社会朋友
博物馆的展览和活动受到阿拉德·皮尔逊博物馆社会朋友(Society of Friends of the Allard Pierson Museum)的支持，该组织成立于1969年，目前有1500名成员。

## 画廊

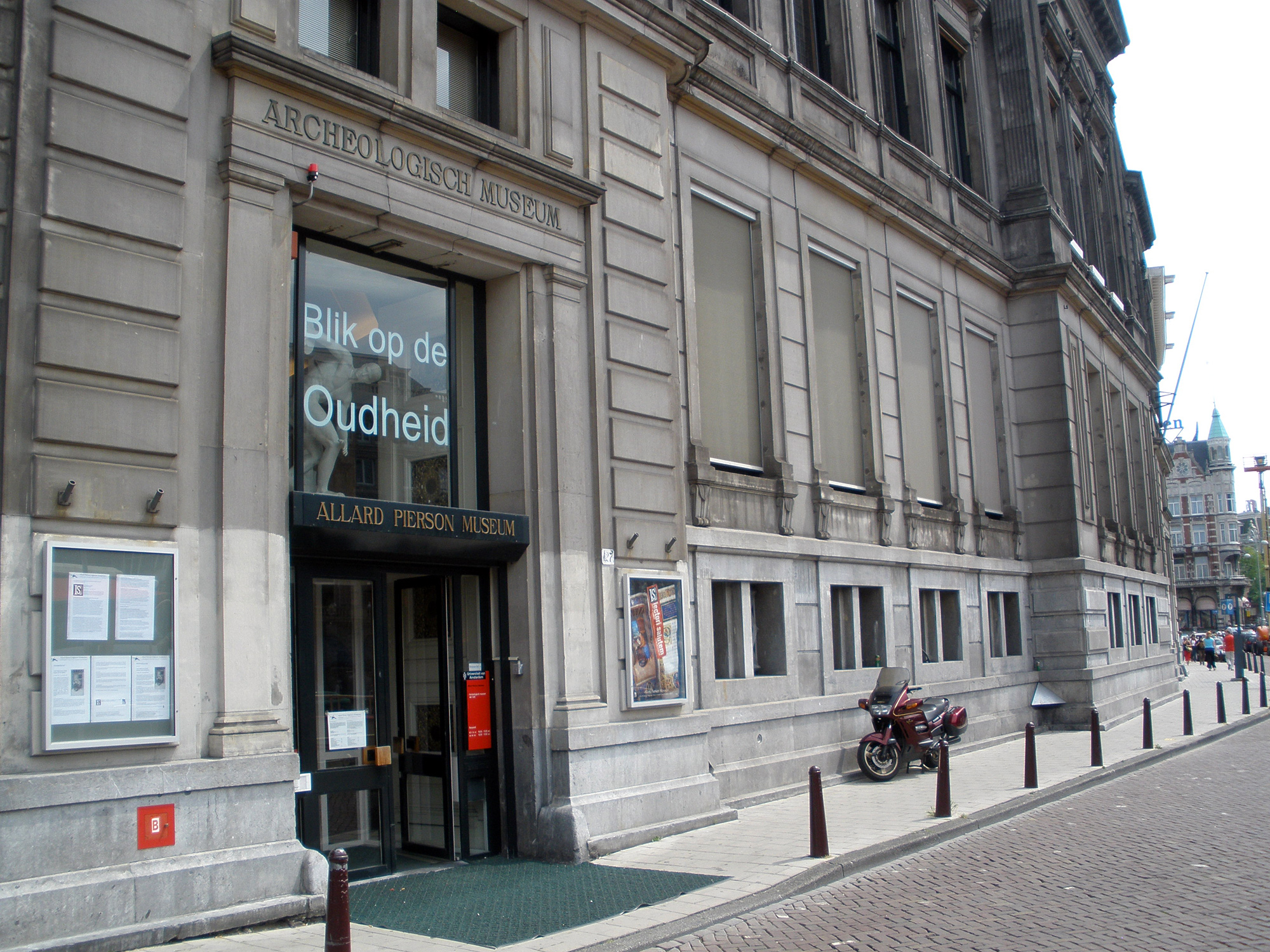
博物馆大门
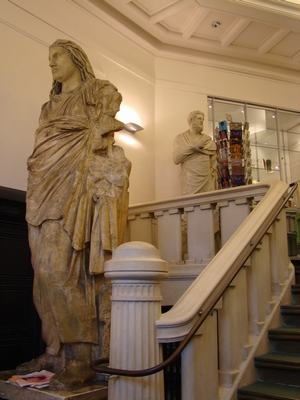
博物馆入口
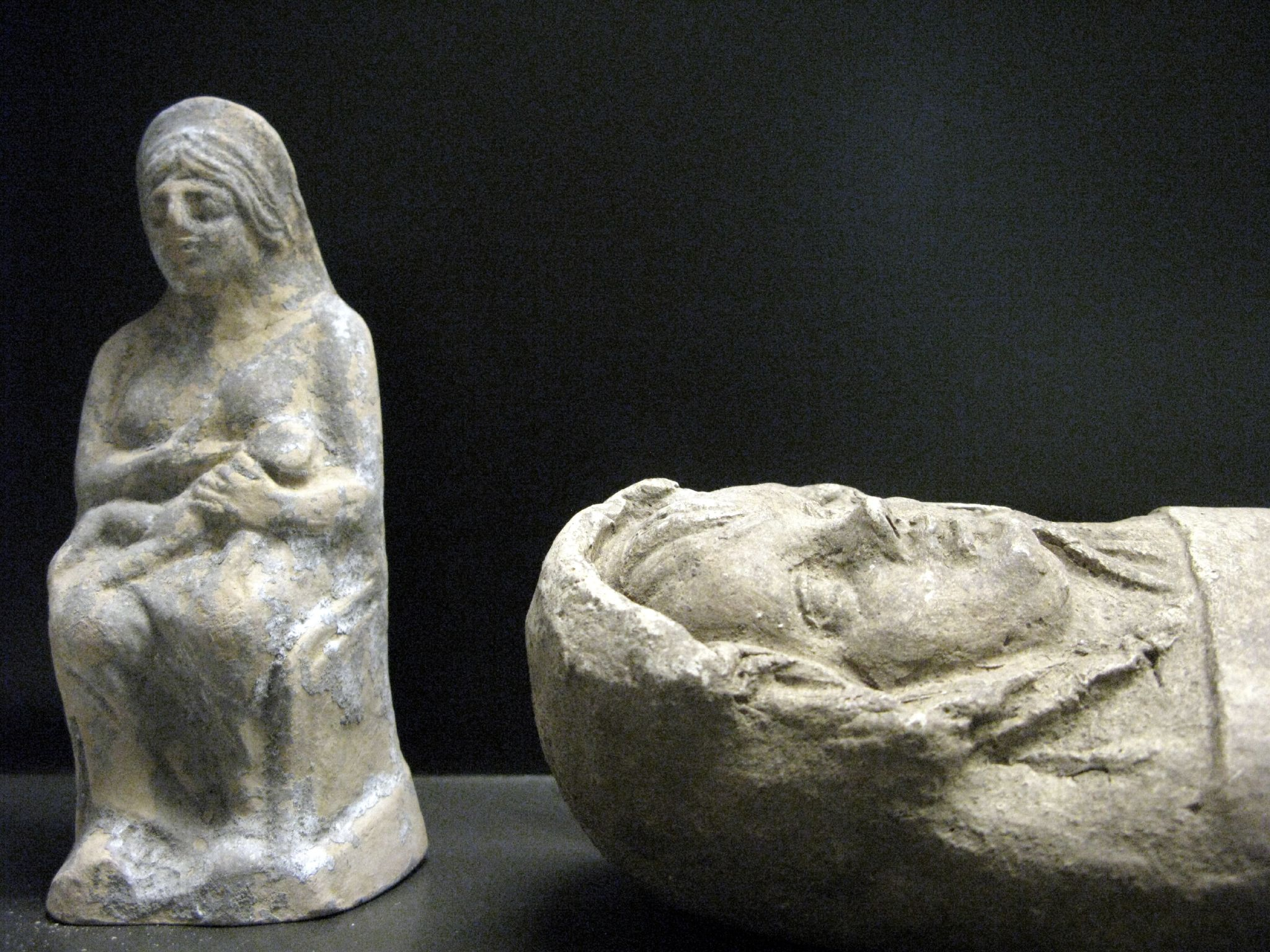
伊特鲁里亚文明包裹严实的婴儿雕像，可能是敬献给神以免去疾病, 公元前3世纪-2世纪
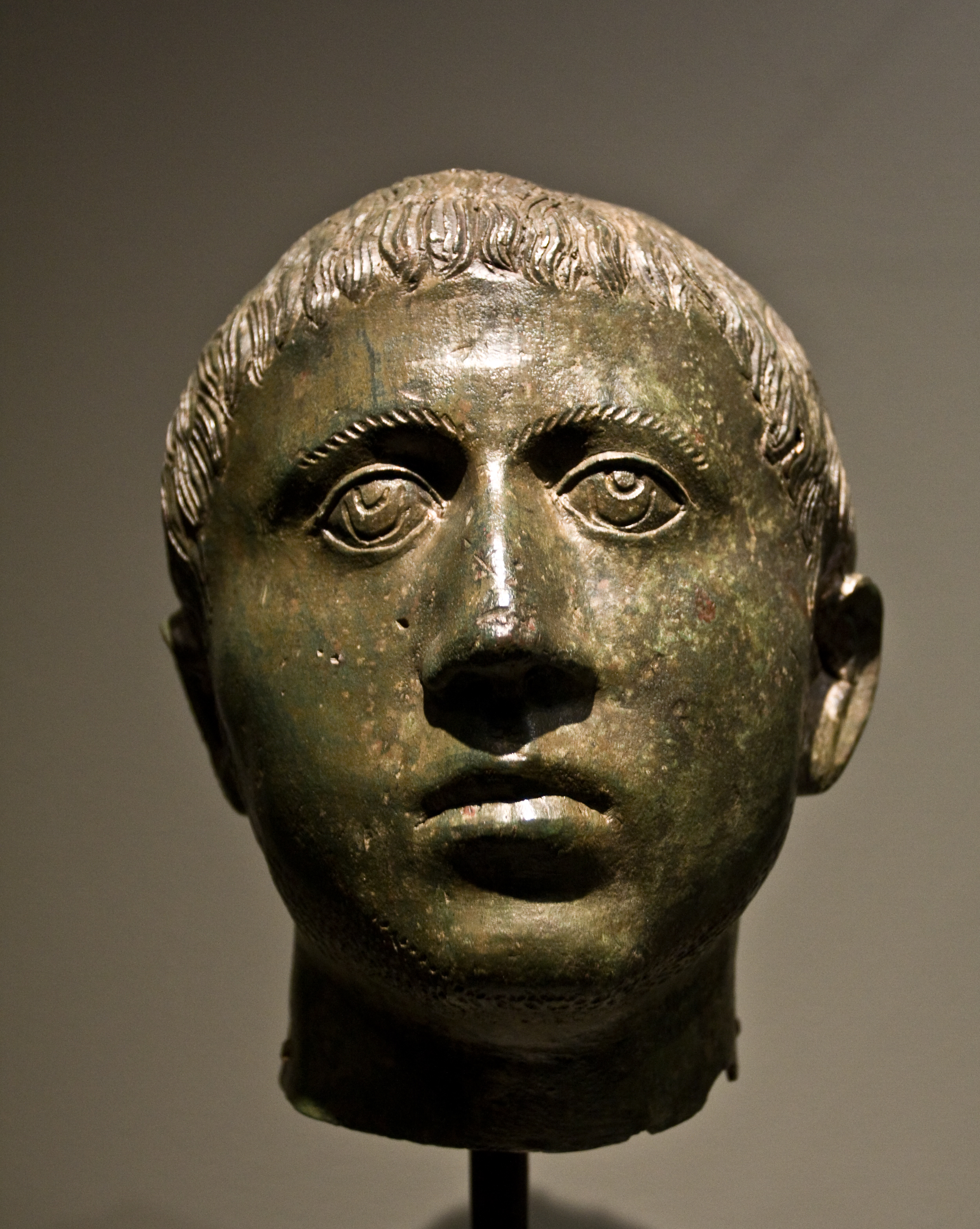
古罗马男孩的头像
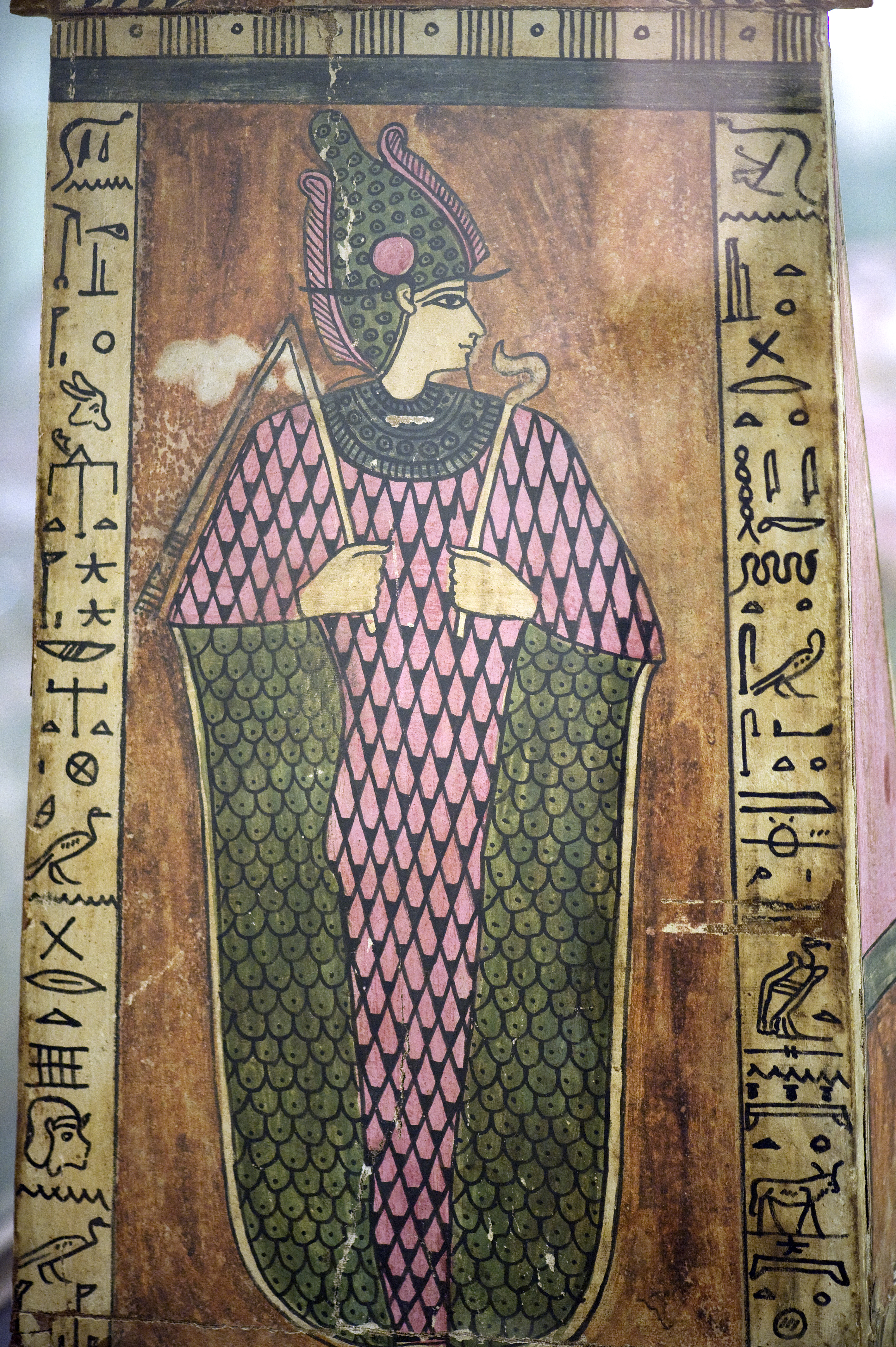
石棺上的欧西里斯，埃及，公元2世纪
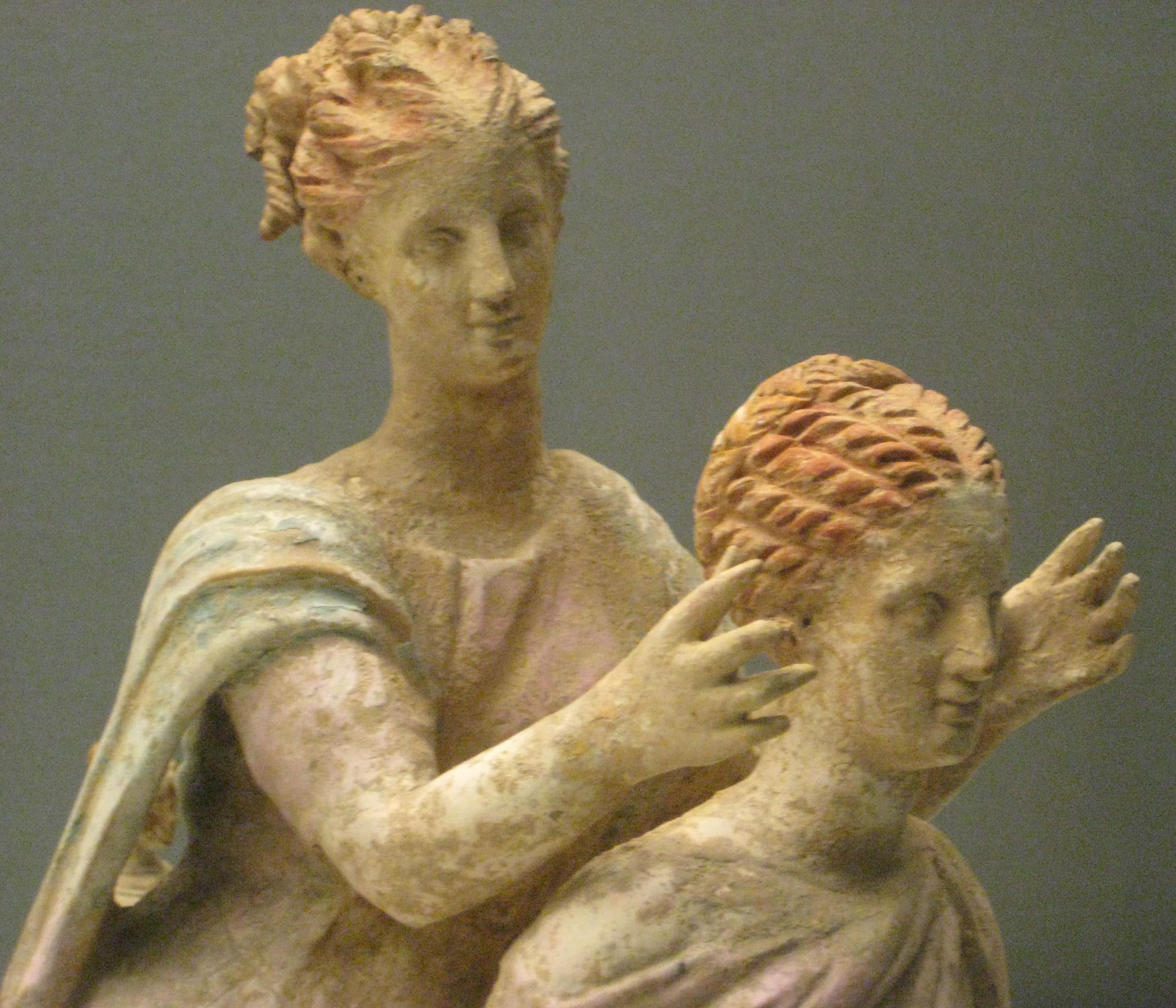
玩耍的女孩. 陶器, 科林斯, 大约公元前300年
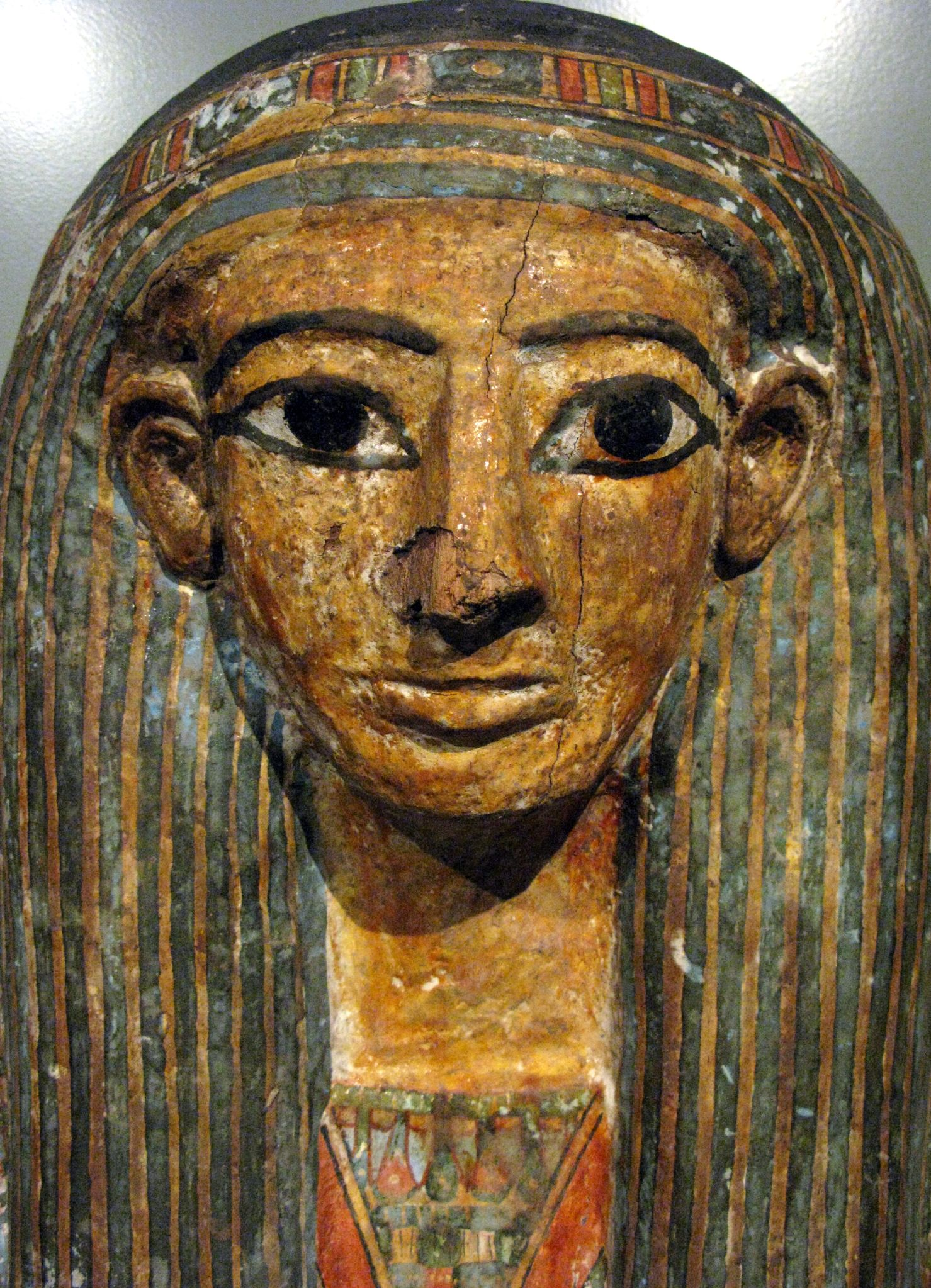
埃及神像
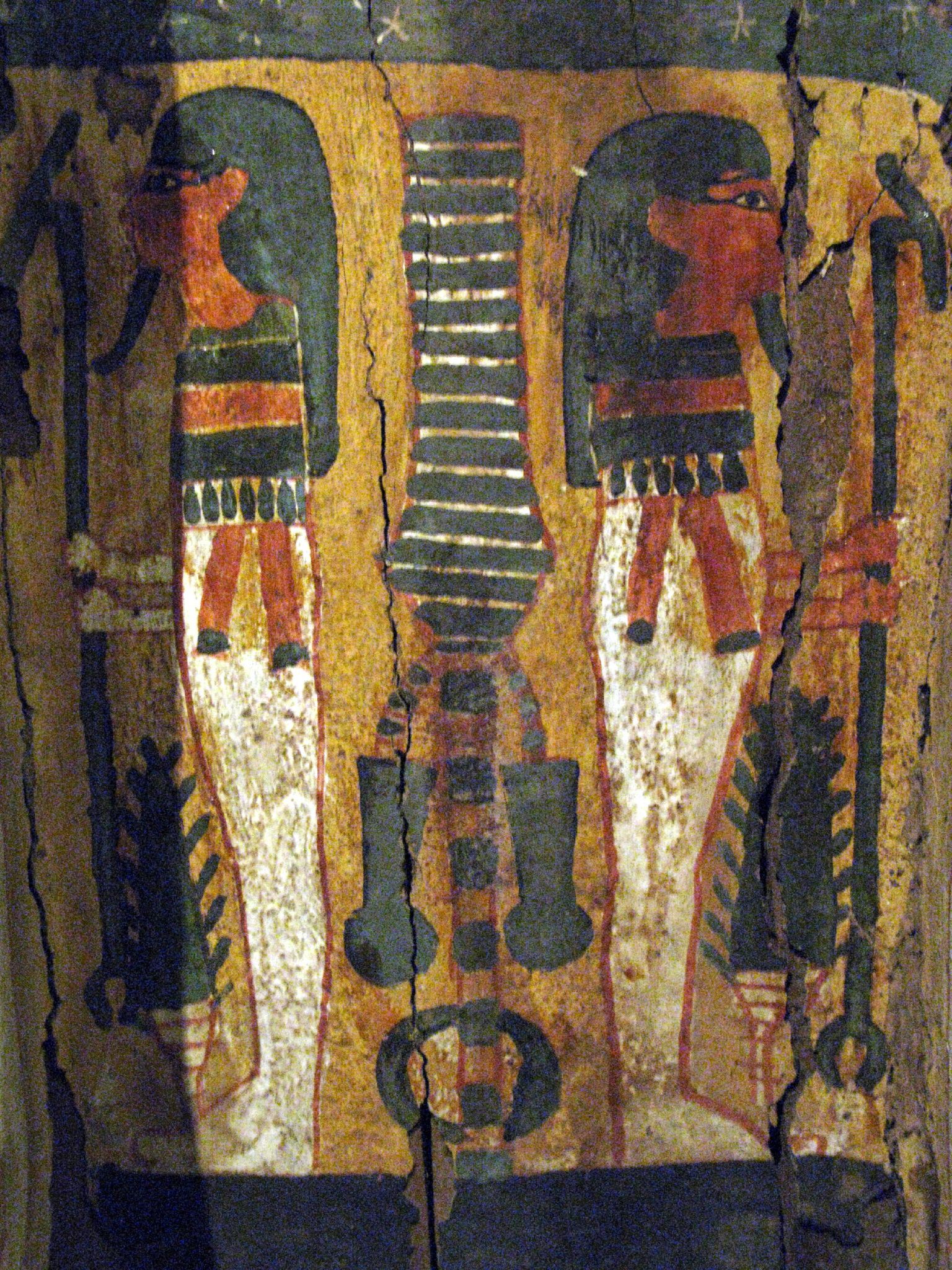
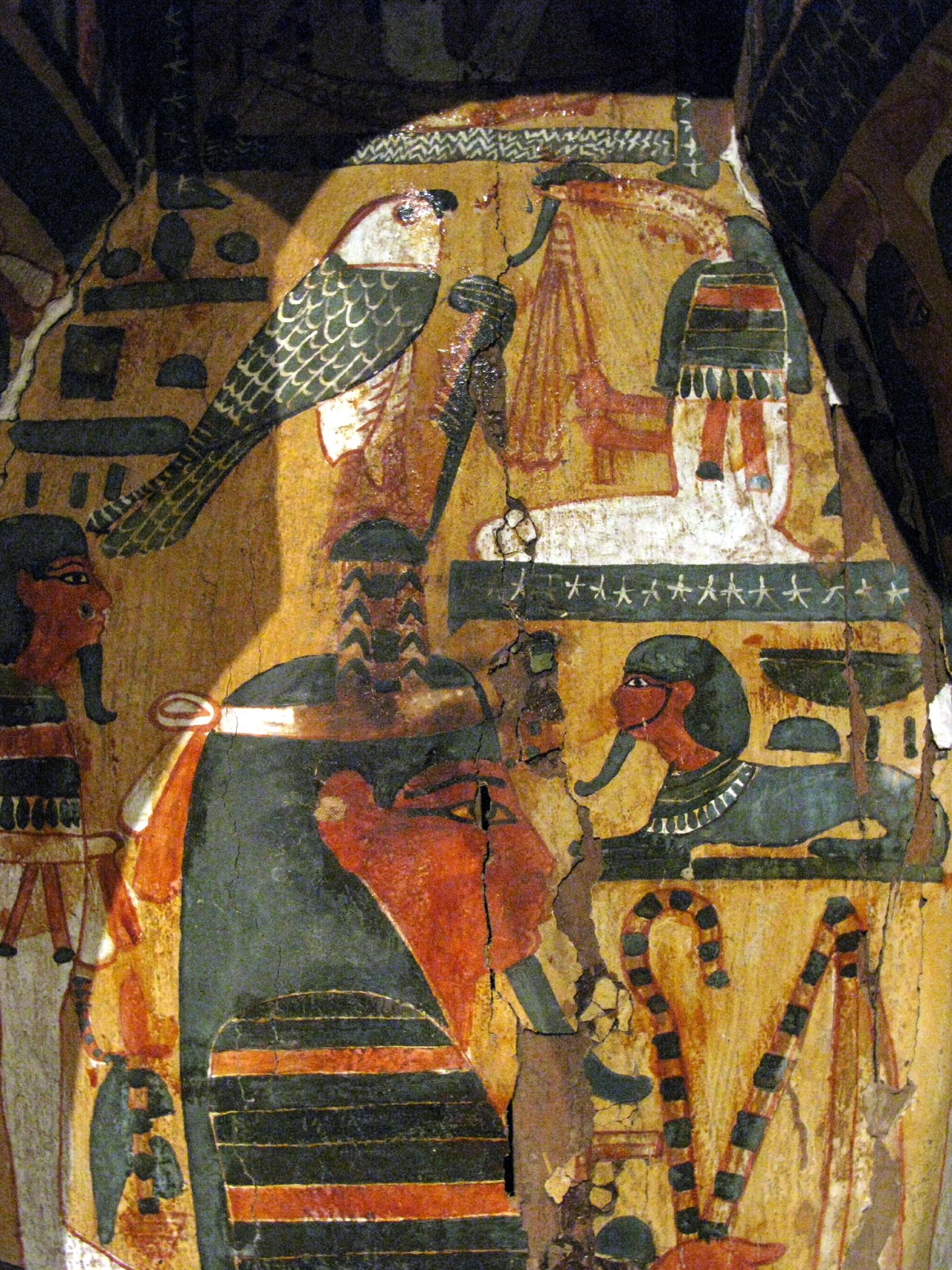
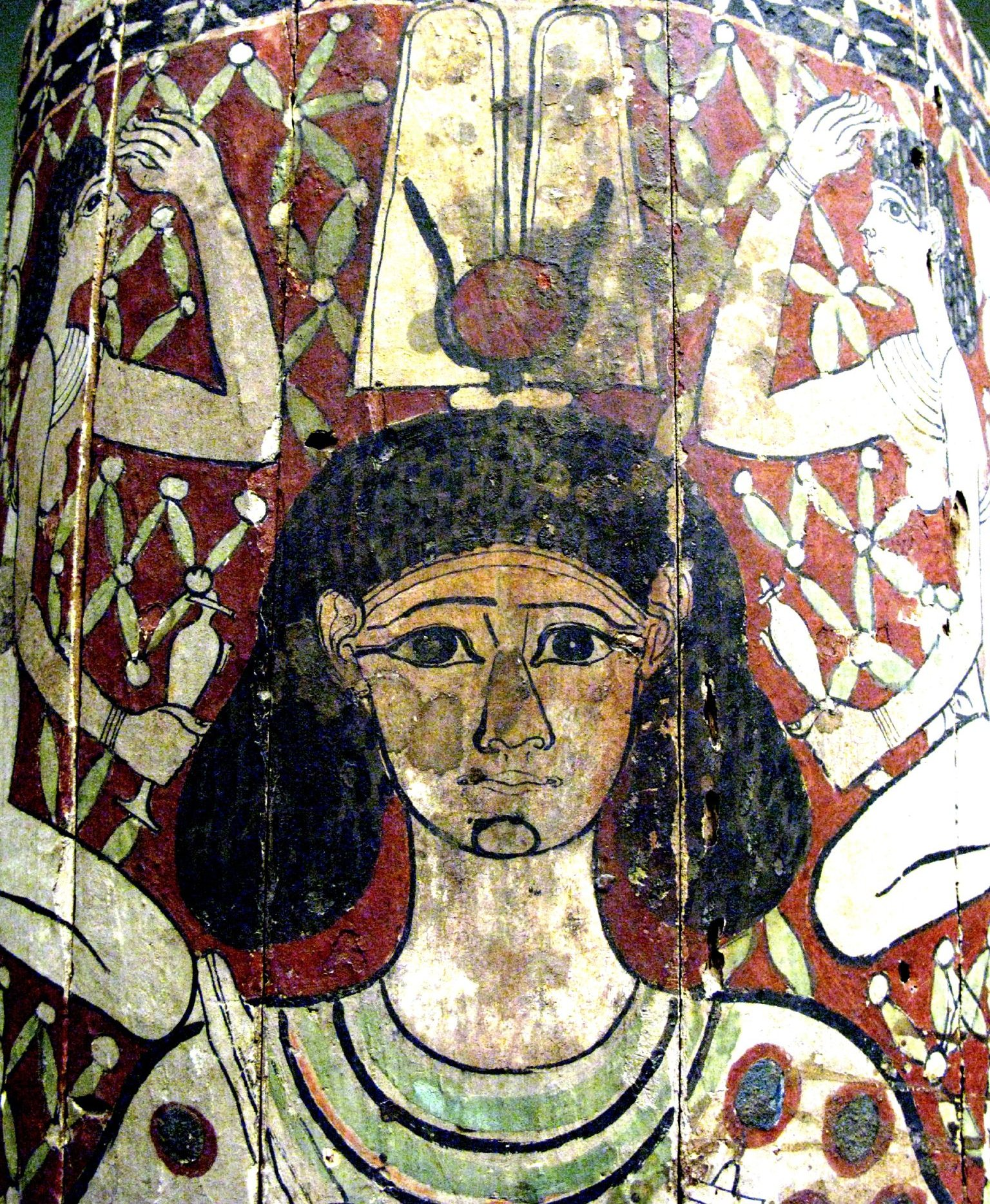
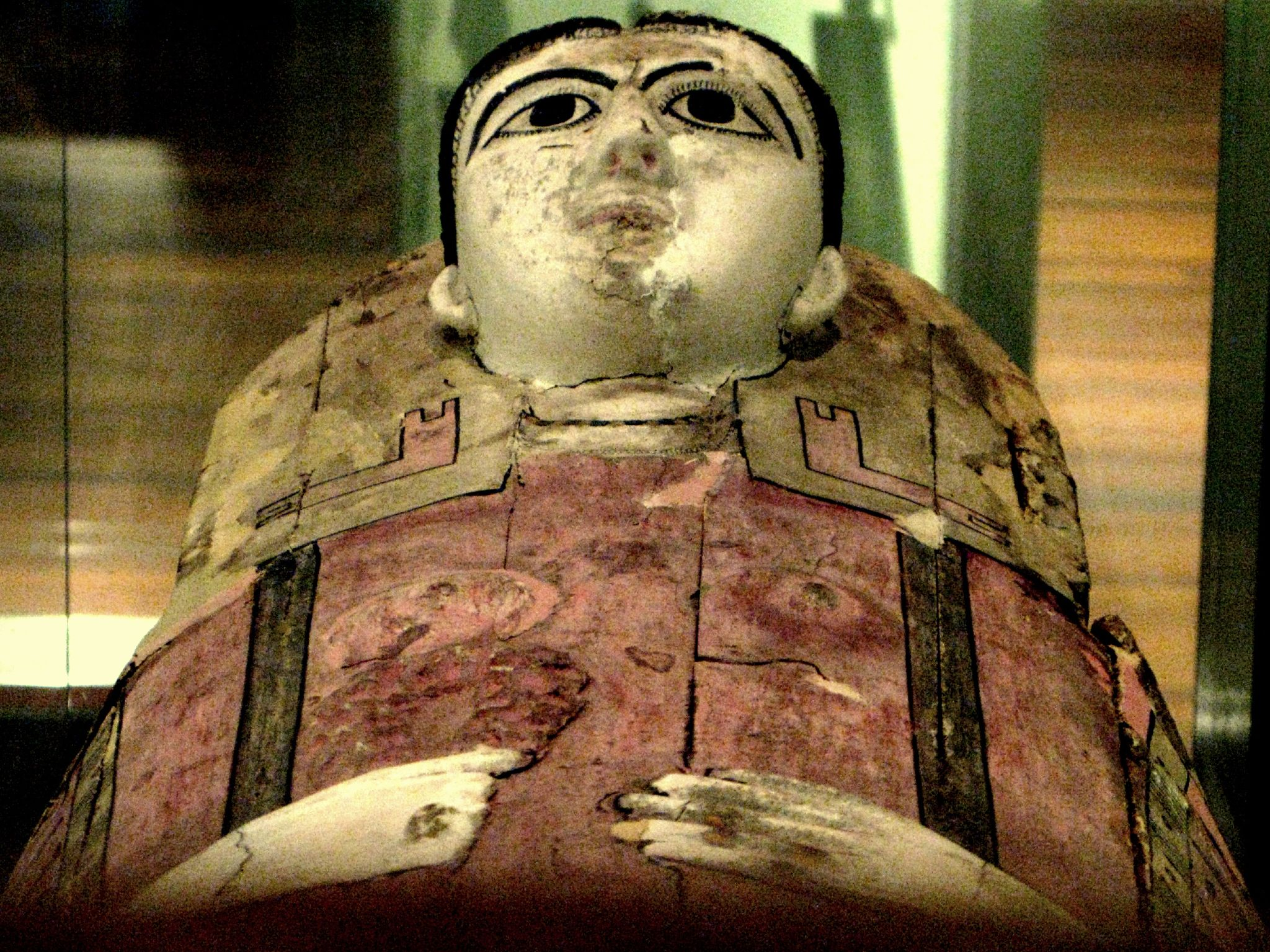
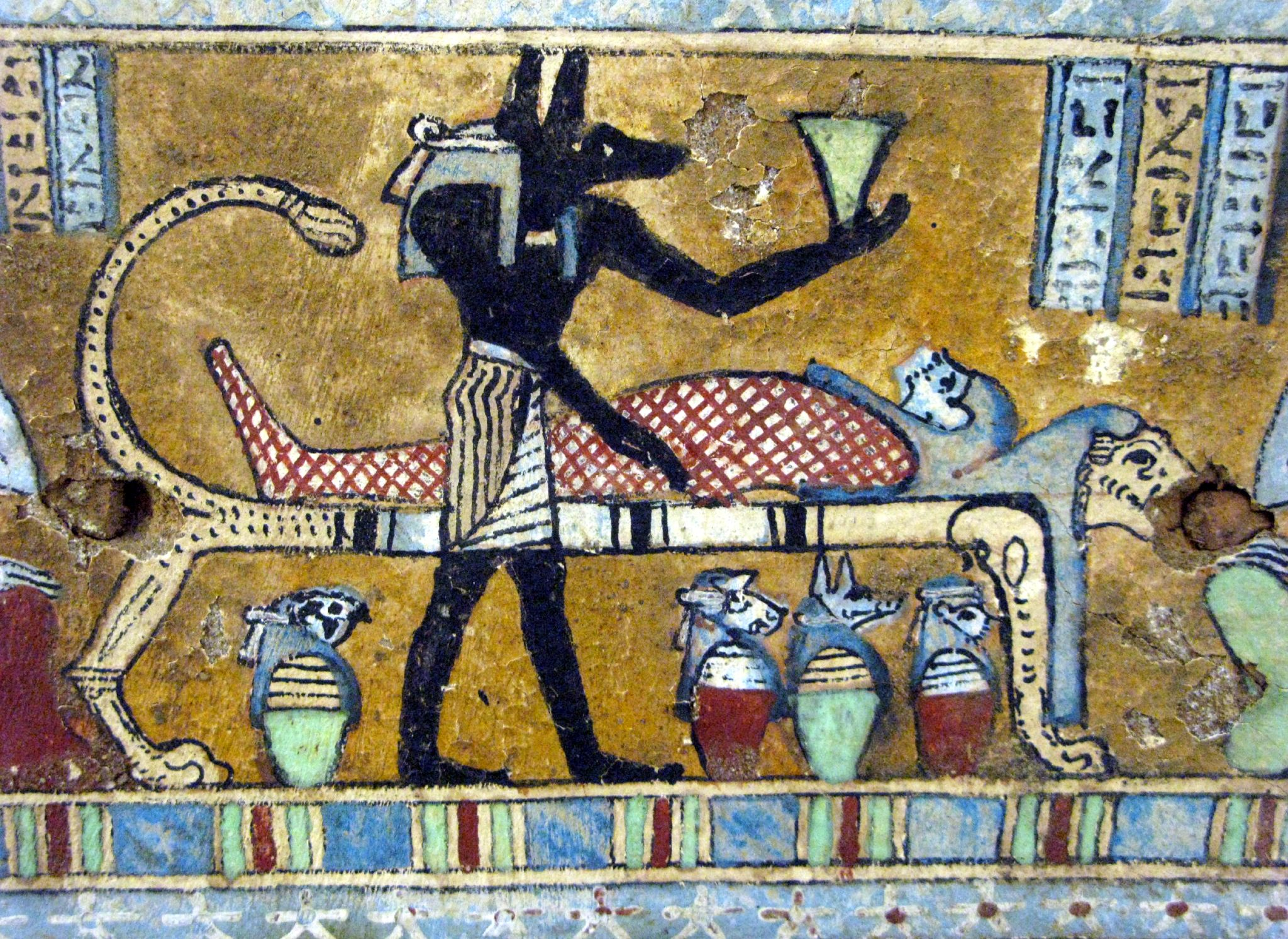
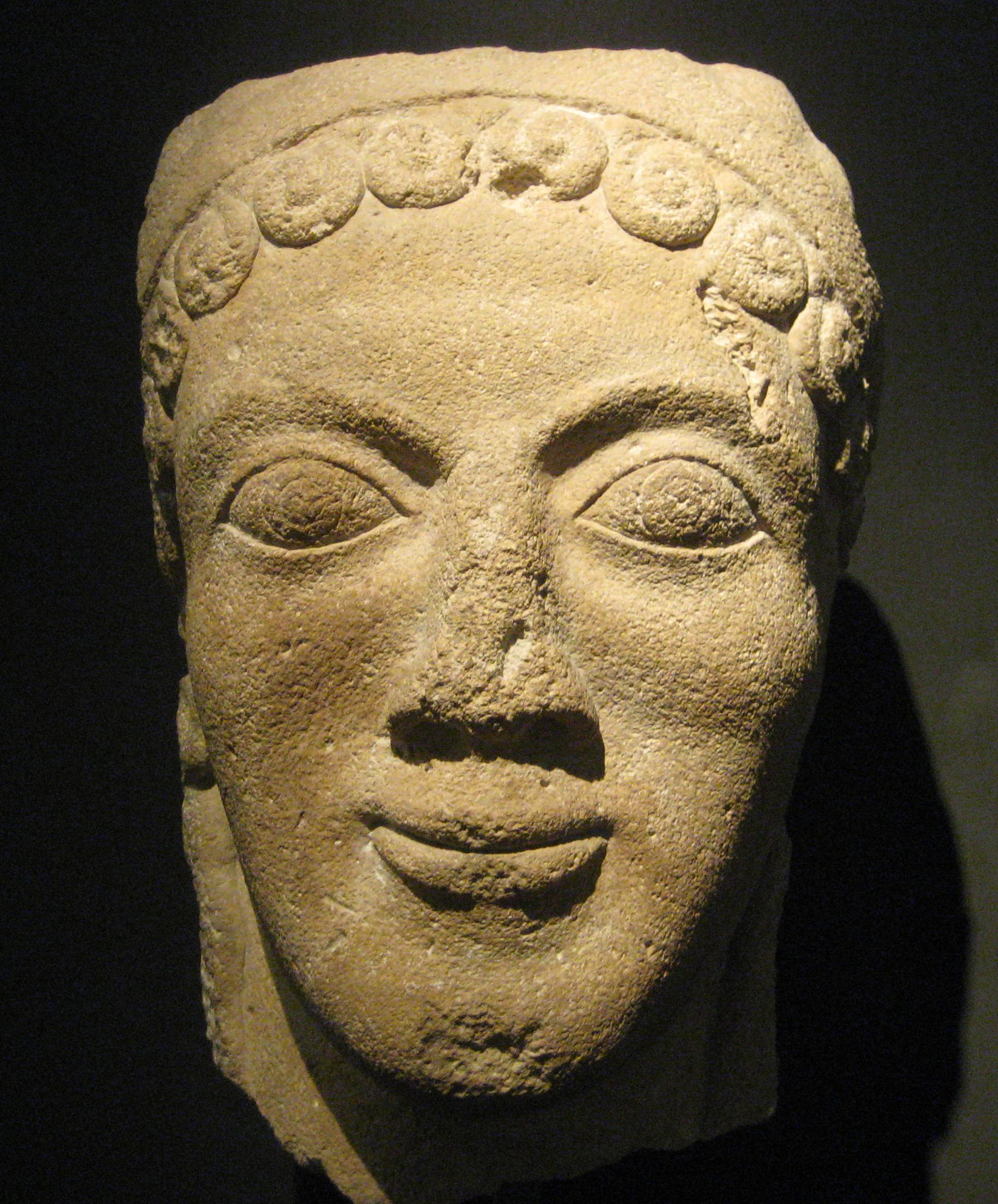